# Unterseeboot 629
 (février 2024).
La mise en forme du texte ne suit pas les recommandations de Wikipédia : il faut le « wikifier ».
Les points d'amélioration suivants sont les cas les plus fréquents. Le détail des points à revoir est peut-être précisé sur la page de discussion.
- Les titres sont pré-formatés par le logiciel. Ils ne sont ni en capitales, ni en gras.
- Le texte ne doit pas être écrit en capitales (les noms de famille non plus), ni en gras, ni en italique, ni en « petit »…
- Le gras n'est utilisé que pour surligner le titre de l'article dans l'introduction, une seule fois.
- L'italique est rarement utilisé : mots en langue étrangère, titres d'œuvres, noms de bateaux, etc.
- Les citations ne sont pas en italique mais en corps de texte normal. Elles sont entourées par des guillemets français : « et ».
- Les listes à puces sont à éviter, des paragraphes rédigés étant largement préférés. Les tableaux sont à réserver à la présentation de données structurées (résultats, etc.).
- Les appels de note de bas de page (petits chiffres en exposant, introduits par l'outil «  Source ») sont à placer entre la fin de phrase et le point final[comme ça].
- Les liens internes (vers d'autres articles de Wikipédia) sont à choisir avec parcimonie. Créez des liens vers des articles approfondissant le sujet. Les termes génériques sans rapport avec le sujet sont à éviter, ainsi que les répétitions de liens vers un même terme.
- Les liens externes sont à placer uniquement dans une section « Liens externes », à la fin de l'article. Ces liens sont à choisir avec parcimonie suivant les règles définies. Si un lien sert de source à l'article, son insertion dans le texte est à faire par les notes de bas de page.
- La présentation des références doit suivre les conventions bibliographiques. Il est recommandé d'utiliser les modèles {{Ouvrage}}, {{Chapitre}}, {{Article}}, {{Lien web}} et/ou {{Bibliographie}}. Le mode d'édition visuel peut mettre en forme automatiquement les références.
- Insérer une infobox (cadre d'informations à droite) n'est pas obligatoire pour parachever la mise en page.

Pour une aide détaillée, merci de consulter Aide:Wikification.
Si vous pensez que ces points ont été résolus, vous pouvez retirer ce bandeau et améliorer la mise en forme d'un autre article.
L'Unterseeboot 629 ou U-629 est un sous-marin allemand (U-Boot) de type VIIC utilisé par la Kriegsmarine pendant la Seconde Guerre mondiale.
Le sous-marin est commandé le 15 août 1940 à Hambourg (Blohm & Voss), sa quille estposée le 23 août 1941, il est lancé le 12 mai 1942 et mis en service le 2 juillet 1942, sous le commandement de l'Oberleutnant zur See Hans-Helmuth Bugs.
L'U-629 n'endommage ni ne coule aucun navire au cours des onze patrouilles (235 jours en mer) qu'il effectue.
Il coule d'un bombardement de l'aviation britannique, en juin 1944.

## Conception
Unterseeboot type VII, l'U-629 avait un déplacement de 769 tonnes en surface et 871 tonnes en plongée. Il avait une longueur totale de 67,10 m, un maître-bau de 6,20 m, une hauteur de 9,60 m et un tirant d'eau de 4,74 m. Le sous-marin était propulsé par deux hélices de 1,23 m, deux moteurs Diesel Germaniawerft M6V 40/46 de 6 cylindres en ligne de 1 400 ch à 470 tr/min, produisant un total de 2 060 à 2 350 kW en surface et de deux moteurs électriques BBC GG UB 720/8 de 375 ch à 295 tr/min, produisant un total 550 kW, en plongée. Le sous-marin avait une vitesse en surface de 17,7 nœuds (32,8 km/h) et une vitesse de 7,6 nœuds (14,1 km/h) en plongée. Immergé, il avait un rayon d'action de 80 milles marins (150 km) à 4 nœuds (7,4 km/h ; 4,6 milles par heure) et pouvait atteindre une profondeur de 230 m. En surface son rayon d'action était de Modèle:Nommbre nautiques (soit 15 700 km) à 10 nœuds (19 km/h).
L'U-629 était équipé de cinq tubes lance-torpilles de 53,3 cm (quatre montés à l'avant et un à l'arrière) qui contenait quatorze torpilles. Il était équipé d'un canon de 8,8 cm SK C/35 (220 coups) et d'un canon antiaérien de 20 mm Flak. Il pouvait transporter 26 mines TMA ou 39 mines TMB. Son équipage comprenait quatre officiers et 40 à 56 sous-mariniers.

## Historique
Il suit sa période d'entraînement à la 5. Unterseebootsflottille jusqu'au 30 novembre 1942, il intègre sa formation de combat dans la 11. Unterseebootsflottille ainsi que dans la 1. Unterseebootsflottille à partir du 1er novembre 1943.
De décembre 1942 à juillet 1943, l'U-629 opère au large des côtes norvégiennes, sans succès.
Entre juillet et août 1943, le sous-marin mouille des mines dans la mer de Pechora (Russie), près de l'île Rousski (en) et au nord-ouest d'Amderma (Russie). Ces mines n'auraient endommagé aucun navire ennemi.
En novembre 1943, il rejoint le groupe Coronel à l'ouest de la Manche. La meute est à la recherche du convoi ONS-24 sans succès. Le convoi passe au nord de la ligne de patrouille. À la mi-décembre 1943, le groupe est agrandi et divisé en deux sous-groupes : Coronel 1 et Coronel 3, en attente du passage du convoi ON-214. Le convoi passe de nouveau sans encombre, cette fois au sud de la ligne de patrouille. Le 18 décembre 1943, le groupe Coronel 1 est dissous. Six de ses U-Boote forment le groupe Föhr, l'U-311 et l'U-629 rejoignent le groupe Amrum et l'U-761 retourne à sa base car il est endommagé. Le groupe Amrum part à la recherche de convois à l'ouest des îles britanniques. Après que l'U-284 se soit sabordé, le 21 décembre, au sud-est du cap Farvel, tout son équipage est recueilli par l'U-629 (soit une centaine de sous-mariniers à son bord) qui prend la route de sa base. Le 29 décembre 1943, il attaque sans succès un destroyer au nord-est des Açores.
Durant la nuit du 4 janvier 1944, l'U-629 est repéré en surface, dans le golfe de Gascogne, par un Wellington du Sqn 304. L'U-Boot est endommagé par des charges de profondeur et par des mitraillages (1 200} balles tirées) ; il réussit à s'échapper. Il demande de l'aide et l'U-426, à l'U-539 ; deux dragueurs de mines viennent également l'assister. Il rentre à Brest.
Le 12 mars 1944, en transit, l'U-629 est attaqué et endommagé par un Wellington du Sqn 612, qui lui lance quatre charges de profondeur, au nord-nord-ouest du cap Ortegal.
L'U-629 quitte Brest pour la dernière fois le 6 juin 1944. Faisant partie du groupe de combat Landwirt, l'U-629 et sept autres U-Boote dépourvus de schnorchel reçoivent l'ordre de se rendre dans une zone située entre le cap Lizard et le Hartland Point (en) pour traquer les forces alliées qui se trouvent dans la Manche. Ils ont ordre de rejoindre rapidement les lieux, en parcourant la distance en surface et à grande vitesse. Ils sont tous attaqués par des avions presque immédiatement après avoir abandonné leurs escortes au large de Brest. Quatre U-Boote signalent qu'ils sont endommagés et qu'ils retournent à la base. Il est décidé qu'à partir du lendemain, les U-Boote encore en état resteront en plongée pendant la journée. Au petit matin du 7 juin 1944, l'U-629 est repéré en surface par un Liberator du Sqn 53, à l'ouest d'Ouessant. Devant une Flak lourde, le Liberator lâche six charges de profondeur qui tombent sur l'U-629 et le coule à la position 48° 34′ N, 5° 23′ O.
Les cinquante-et-un membres d'équipage meurent dans cette attaque.
Trois corps de sous-mariniers de l'U-629 sont rejetés sur le rivage des côtes françaises, près d'Ouessant et recueillis entre le 19 et 21 juin 1944.
Le 6 mai 2017, le bâtiment hydrographique Lapérouse détecte l'U-629, relève sa position et obtient une image de l'état de l'épave avec le sondeur multifaisceaux, associée à celle obtenue par le sonar latéral.

## Affectations
- 5. Unterseebootsflottille du 2 juillet 1942 au 30 novembre 1942 (Période de formation).
- 11. Unterseebootsflottille du 1er décembre 1942 au 31 octobre 1943 (Unité combattante).
- 1. Unterseebootsflottille du 1er novembre 1943 au 7 juin 1944 (Unité combattante).

## Commandement
- Oberleutnant zur See Hans-Helmuth Bugs du 2 juillet 1942 au 7 juin 1944.

## Patrouilles
|       | Commandant              | Départ            | Départ       | Arrivée           | Arrivée      | Jours     | Succès |
| ----- | ----------------------- | ----------------- | ------------ | ----------------- | ------------ | --------- | ------ |
|       | Oblt. Hans-Helmuth Bugs | 12 décembre 1942  | Kiel         | 14 décembre 1942  | Marviken     | 3 jours   |        |
|       | Oblt. Hans-Helmuth Bugs | 15 décembre 1942  | Marviken     | 15 décembre 1942  | Egersund     | 1 jours   |        |
|       | Oblt. Hans-Helmuth Bugs | 16 décembre 1942  | Egersund     | 17 décembre 1942  | Bergen       | 2 jours   |        |
|       | Oblt. Hans-Helmuth Bugs | 19 décembre 1942  | Bergen       | 22 décembre 1942  | Narvik       | 4 jours   |        |
| 1     | Oblt. Hans-Helmuth Bugs | 23 décembre 1942  | Narvik       | 29 janvier 1943   | Narvik       | 38 jours  |        |
|       | Oblt. Hans-Helmuth Bugs | 31 janvier 1943   | Narvik       | 3 février 1943    | Bergen       | 4 jours   |        |
| 2     | Oblt. Hans-Helmuth Bugs | 24 février 1943   | Bergen       | 15 mars 1943      | Trondheim    | 20 jours  |        |
| 3     | Oblt. Hans-Helmuth Bugs | 30 mars 1943      | Trondheim    | 29 avril 1943     | Bergen       | 31 jours  |        |
|       | Oblt. Hans-Helmuth Bugs | 3 juillet 1943    | Bergen       | 7 juillet 1943    | Hammerfest   | 5 jours   |        |
| 4     | Oblt. Hans-Helmuth Bugs | 8 juillet 1943    | Hammerfest   | 16 juillet 1943   | Hammerfest   | 9 jours   |        |
|       | Oblt. Hans-Helmuth Bugs | 16 juillet 1943   | Hammerfest   | 17 juillet 1943   | Tromsö       | 2 jours   |        |
|       | Oblt. Hans-Helmuth Bugs | 17 juillet 1943   | Tromsö       | 17 juillet 1943   | Narvik       | 1 jours   |        |
| 5     | Oblt. Hans-Helmuth Bugs | 19 juillet 1943   | Narvik       | 31 juillet 1943   | Narvik       | 13 jours  |        |
|       | Oblt. Hans-Helmuth Bugs | 4 août 1943       | Narvik       | 6 août 1943       | Hammerfest   | 3 jours   |        |
| 6     | Oblt. Hans-Helmuth Bugs | 7 août 1943       | Hammerfest   | 19 août 1943      | Narvik       | 13 jours  |        |
|       | Oblt. Hans-Helmuth Bugs | 24 août 1943      | Narvik       | 25 août 1943      | Hammerfest   | 2 jours   |        |
| 7     | Oblt. Hans-Helmuth Bugs | 26 août 1943      | Hammerfest   | 17 septembre 1943 | Skjomenfjord | 23 jours  |        |
|       | Oblt. Hans-Helmuth Bugs | 18 septembre 1943 | Skjomenfjord | 21 septembre 1943 | Bergen       | 4 jours   |        |
| 8     | Oblt. Hans-Helmuth Bugs | 22 novembre 1943  | Bergen       | 5 janvier 1944    | Brest        | 45 jours  |        |
| 9     | Oblt. Hans-Helmuth Bugs | 5 mars 1944       | Brest        | 7 mars 1944       | Brest        | 3 jours   |        |
| 10    | Oblt. Hans-Helmuth Bugs | 9 mars 1944       | Brest        | 15 mars 1944      | Brest        | 7 jours   |        |
| 11    | Oblt. Hans-Helmuth Bugs | 6 juin 1944       | Brest        | 7 juin 1944       | Coulé        | 2 jours   |        |
| Total | Total                   | Total             | Total        | Total             | Total        | 235 jours | 0 t    |

Note : Oblt. = Oberleutnant zur See

### OpérationsWolfpack
L'U-629 opéra avec les Rudeltaktik (meute de loups) durant sa carrière opérationnelle.
- Nordwind (24-28 janvier 1943)
- Nordwind (31 janvier – 2 février 1943)
- Taifun (2-4 avril 1943)
- Coronel (4-8 décembre 1943)
- Coronel 1 (8-14 décembre 1943)
- Coronel 2 (14-17 décembre 1943)
- Amrum (18-23 décembre 1943)